# Bénédict Teissier
Pour les articles homonymes, voir Teissier.
Benoît-Marie-François Teissier, dit Bénédict Teissier, né le 13 avril 1813 à Lyon et mort dans cette même commune le 22 février 1889 , est un médecin français.

## Biographie
Son père était chapelier à Lyon, mais Benoit-Marie préfère suivre des études de médecine, desquelles il sort interne des hôpitaux en 1834. Il poursuit ses études à Paris jusqu'au doctorat qu'il obtient en 1841 avec une thèse sur l'Arthrite occipito-atloïdienne.
À son retour à Lyon, il travaille avec Amédée Bonnet, chirurgien qui lui inspire un mémoire sur les Effets de l'immobilité sur les articulations saines publié en 1842.
En 1848, il complète ses fonctions en acceptant le poste de médecin des prisons, jusqu'au moment où en 1854, il se livre à l'enseignement de la médecine chirurgicale en qualité de professeur de clinique médicale.
Ses travaux portent sur la tympanite utérine en dehors de l'état de gestation (1843), les injections iodées dans le péritoine (1856), l'ataxie des mouvements (1863), le goitre exophtalmique, les diathèses, et l'étude de la thérapeutique des plantes comme l'aconit napel ou la digitale (1878).

## Distinctions
Bénédict Teissier est fait chevalier de la Légion d'honneur le 15 août 1861. Le 1er décembre 1863 il est élu membre de l'académie des Sciences, Belles-Lettres et Arts de Lyon. Il préside pendant quelques années la Société nationale de médecine de Lyon, devient membre puis associé de l'Académie nationale de médecine en 1878. En 1881, il est nommé officier de l'instruction publique.